# Helicoverpa lizeri
Helicoverpa lizeri är en fjärilsart som beskrevs av Köhler 1939. Helicoverpa lizeri ingår i släktet Helicoverpa och familjen nattflyn. Inga underarter finns listade i Catalogue of Life.